# CET Govora
Centrala electrică de termoficare Govora este o termocentrală situată în județul Vâlcea, pe platforma industrială Râmnicu Vâlcea Sud lângă combinatul Oltchim.

## Istoric
Centrala electrică de termoficare Govora a fost înființată în 1959 și s-a dezvoltat o dată cu dezvoltarea orașului Râmnicu Vâlcea și a combinatului chimic Oltchim. Între 1969 - 1990, uzina electrică de la Govora s-a aflat în subordinea întreprinderii Electrocentrale Craiova. Dupa Revoluție și până în 1997 CET Govora s-a aflat în subordinea RENEL București. În noiembrie 2002, pachetul integral de acțiuni deținut de Statul Român și administrat de FPS/APAPS București a fost transferat cu titlu gratuit din propietatea Statului Român în propietatea privată a județului Vâlcea și administrat de Consiliul Județean. În 2005, CET Govora preia prin concesiune pe 25 de ani Serviciul de  Încălzire Centralizată din orașele Băile Olănești și Călimănești.

## Date
Termocentrala funcționează pe baza lignitului inferior exploatat în bazinele carbonifere de la Berbești și Alunu, situate la aproximativ 40 km distanță de termocentrală.
Cărbunele este transportat cu trenul la Govora pe linia de cale ferată Băbeni - Alunu. Termocentrala are capacitatea de a funcționa suplimentar pe bază de păcură și gaze naturale însă, în ultimii ani, producția s-a realizat preponderent pe bază de cărbune. Termocentrala are capacitate de depozitare a 500.000 de tone de cărbune concasat și 10.000 m³ de păcură.
CET Govora intenționează să construiască o centrală de cogenerare a energiei termice și electrice pe bază de biomasă. Această centrală este planificată pentru construcție până în anul 2013 iar compania urmează să achiziționeze de la Romsilva circa 80.000 de tone de biomasă anual. Conform cerințelor UE, CET Govora va fi una dintre primele 100 astfel de centrale, care trebuie construite in România până in 2020. Cenușa rezultată poate fi folosită ca îngrășământ în agricultură sau ca materie primă în construcții. Potrivit datelor, investiția se ridică la valoarea de 24 de milioane de euro.
Cele 5 cazane și 4 turbine disponibile în prezent, funcționând pe bara colectoare cu o capacitate de producție de 2100 t/h abur la 137 bar și o putere electrică de 200 MW, pot livra în condiții economice 485 t/h abur industrial și 270 Gcal/h apă fierbinte. Actualmente, termocentrala are o capacitate termică instalată de 315 MW și deservește un număr total de 82.500 de persoane.
Începând cu luna mai a anului 2016, Tribunalul Vâlcea a decis luni intrarea în insolvență a societății CET Govora. Dosarul de insolvență a fost deschis pe 29 aprilie chiar la cererea CET Govora, cel mai mare producător de energie electrică și termică din județul Vâlcea, în calitate de debitor.

## Producția
În anul 2001, producția de electricitate a centralei a fost de 0,3 TWh.